# Уокер, Кевин (шведский футболист)
Кевин Уокер (швед. Kevin Walker; 3 августа 1989, Эребру, Швеция) — шведский футболист и певец ирландского происхождения, полузащитник шведского клуба «Эребру». Победитель шведской версии шоу «Idol».

## Футбольная карьера

### Клубная карьера
Сын ирландского футболиста и тренера Патрика Уокера. Дебютировал в Высшей лиге Швеции в составе «Эребру» 28 мая 2007 года в матче с «Хельсинборгом». Летом того же года перешёл в АИК, в составе которого стал чемпионом Швеции в 2009 году. Будучи игроком АИКа, несколько раз отдавался в аренду в клубы Второй лиги. В конце 2011 года, после окончания срока аренды в «Сундсвалле», подписал с клубом полноценный контракт. С 2015 года выступает за «Юргорден».

### Карьера в сборной
Выступал за сборную Швеции до 17 и 19 лет. Также может выступать за сборную Ирландии.

## «Idol»
В 2013 году Кевин прослушивался для участия в девятом сезоне шведского шоу «Idol 2013» с песней «Soldier». Шоу выходило на канале TV4, который также владел правами на трансляцию матчей второго дивизиона Швеции. В связи с этим, матчи Уокера в лиге несколько раз переносились.
Уокер вышел в финал вместе с Элин Бергман, где они оба исполнили песню «Belong». По результатам зрительского голосования, победителем шоу стал Кевин. По условия конкурса, победитель проекта подписал контракт на запись с Universal Music Group.
Выступления

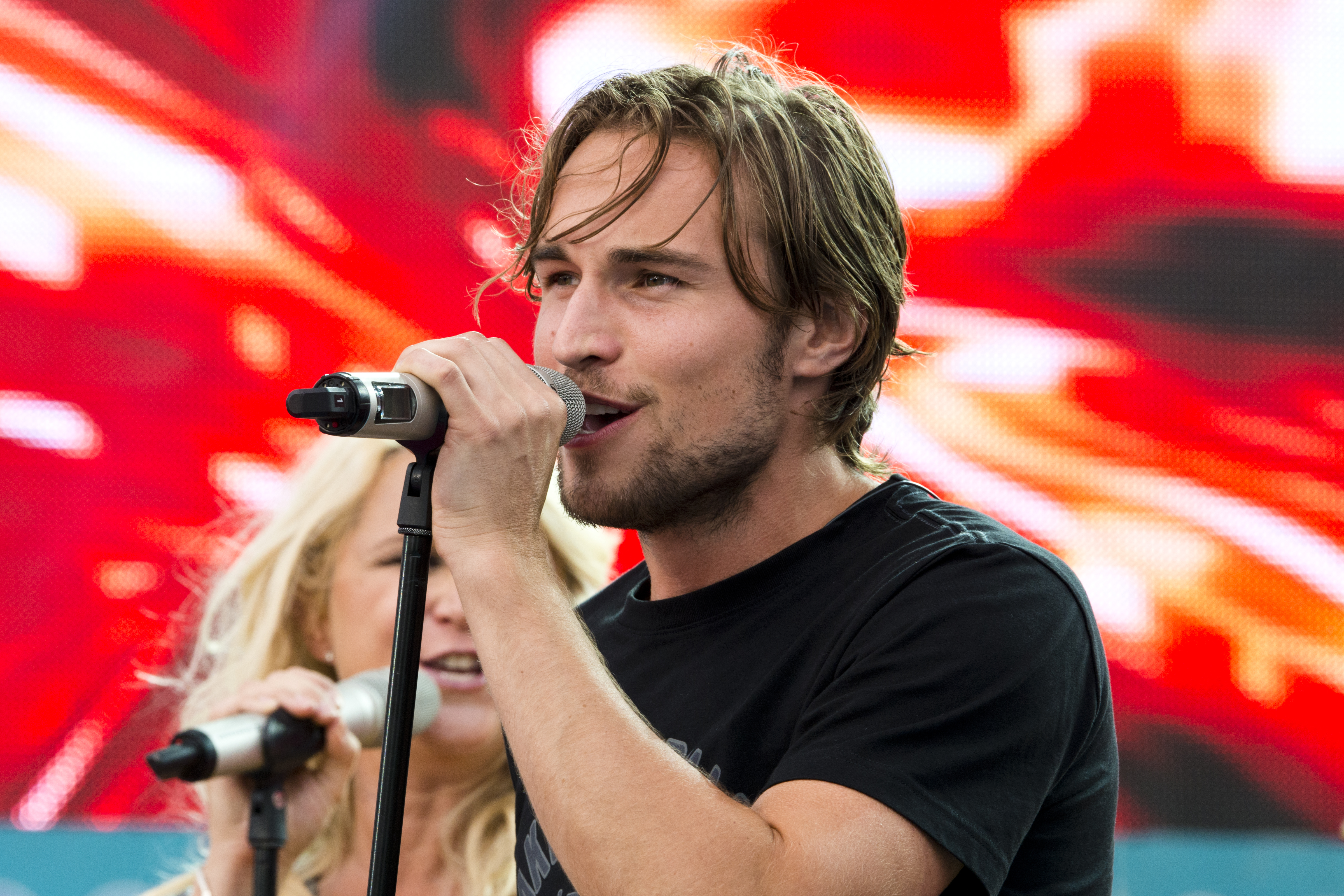
Kevin Walker singing.

- Audition: «Soldier» (Gavin DeGraw)[2]
- Bootcamp heats: — «Use Somebody» (Kings of Leon)
- Week 1 (Theme «Here I am») — «Pride» (U2)
- Week 2 (Theme: «My Idol») — «Say» (Джон Мейер)[5]
- Week 3 (Theme «Swedish music exports») — «Poker Face» (Lady Gaga)
- Week 4 (Theme: «Gone too soon») — «Behind Blue Eyes» (The Who)
- Week 5 (Theme: «Successful Idol singers») — «Hope and Glory» (Måns Zelmerlöw)
- Week 6 (Theme: «Big Band Friday») — «It’s My Life» (Bon Jovi)
- Week 7 (Theme: «Hits in Swedish») — «Till dom ensamma» (Mauro Scocco) and «Välkommen in» (Veronica Maggio)
- Week 8 (Theme: «Unplugged») — «Don't Look Back in Anger» (Oasis) and «Hall of Fame» (The Script)
- Week 9 — Final 4
  - round 1 — (Theme: «Self written») — «Dreaming» (Peter Boström, Thomas G:son and Kevin Walker)
  - round 2 — (Theme: «Picked by jury») — «Free Fallin'» (Tom Petty)
- Week 10 — Semi-finals — Final 3
  - round 1 — (Theme: «Audition song») — «Soldier» (Gavin DeGraw)
  - round 2 — (Theme: «Chart topping») — «Home» (Daughtry)
- Week 11 — Final (Top 2)
  - round 1 — (Theme: «Own choice») — «Where the Streets Have No Name» (U2)[4]
  - round 2 — (Theme: «Viewers' choice») — «Say» (John Mayer)
  - round 3 — (Theme: «Winner’s song») — «Belong» (Kevin Walker)[6]

## Достижения

### Футбольные достижения
АИК
- Чемпион Швеции: 2009
- Обладатель Кубка Швеции: 2009
- Обладатель Суперкубка Швеции: 2010

«Сундсвалль»
- Победитель Суперэттана: 2014

### Другое
- Победитель шведской версии шоу «Idol»: 2013

## Семья
- Отец: Патрик Уокер (р. 1959) — ирландский футболист и тренер. Большую часть карьеры (1983—1991) провёл в Швеции. После завершения игровой карьеры работал тренером.
- Брат: Роберт Уокер (р. 1987) — также стал футболистом, сыграл 38 матчей в Высшей лиге за «Эребру». В дальнейшем выступал за команды более низких лиг. После сезона 2014 завершил карьеру.